# Бокаже, Жозе Висенте Барбоза ду
Жозе́ Висе́нте Барбо́за ду Бока́же (порт. José Vicente Barbosa du Bocage; 1823—1907) — португальский зоолог и политик. Троюродный племянник португальского поэта Мануэла Марии Барбозы ду Бокаже (1765—1805).

## Биография
Жозе Висенте Барбоза ду Бокаже был сыном Жуана Жозе Барбозы ду Бокаже и Жозефы Феррейры Пештана. Когда ему было 5 лет, семья уехала в Бразилию. В 1834 году она вернулась в Мадейру. С 1839 по 1846 годы Жозе учился в Университете Коимбры. В 1851 году он стал лектором на кафедре зоологии в Лиссабонском университете, где он преподавал свыше 30 лет. В 1858 году он стал научным директором и куратором отдела зоологии в Музее естествознания политехнической школы, который был основан для поддержания кафедры.
Работа Бокаже для музея состояла в приобретении, описании, а также координации коллекций, которые во множестве поступали из португальских колоний в Африке, таких как Ангола и Мозамбик. В 1862 году он стандартизировал процесс сбора, подготовки и отправки экземпляров в музей в своей книге «Instrucções Practicas sobre o Modo de Colligir, Preparar e Remetter Productos Zoológicos para o Museu de Lisboa». В 1860 году он успешно вернул несколько коллекций, захваченных во время наполеоновского вторжения в Португалию, в том числе ценные экземпляры, собранные французским натуралистом Этьено Жоффруа Сент-Илером (1772—1844) в Бразилии. В 1875 году он был избран вице-президентом Королевской академии наук в Лиссабоне. В 1880 году он оставил преподавательскую и научную работу, но остался директором музея. Он был министром морского флота, а с 1883 по 1886 годы — министром иностранных дел Португалии.
Бокаже опубликовал более 200 научных статей о млекопитающих, рептилиях, амфибиях и рыбах. Он отвечал за идентификацию многих новых видов, которым он давал имена натуралистов, которые их собрали. Несколько таксонов животных острова Сан-Томе и Пиренейского полуострова, такие как ибис Bostrychia bocagei и ящерица Podarcis bocagei, были названы в честь Бокаже. В его честь в 1905 году было переименовано зоологическое отделение Национального музея в Лиссабоне в Музей имени Жозе Висента Барбозы ду Бокаже. В 1978 году при пожаре музей был почти полностью разрушен.

## Публикации
- A ornitologia dos Açores, 1866
- Aves das possessões portuguesas d’ Africa occidental que existem no Museu de Lisboa, da 1ª à 24ª lista, 1868 a 1882
- Lista dos répteis das possessões portuguesas d’ Africa occidental que existem no Museu de Lisboa, 1866
- Notice sur un batracien nouveau du Portugal, 1864
- Diagnose de algumas espécies inéditas da família Squalidae que frequentam os nossos mares, 1864
- Peixes plagiostomos, 1866
- Ornithologie d’ Angola, 1881 and 1877
- Herpethologie d’ Angola et du Congo, 1895.